# Caixa Geral de Depósitos
Caixa Geral de Depósitos, CGD, är en statligt ägd portugisisk affärsbank som bildades 1876.
1988 förvärvade CGD majoritet i BNU (Banco Nacional Ultramarino) och försäkringsbolaget Fidelidade.
Senare köpte CGD ytterligare flera banker: Banco Luso Español, Banco de Extremadura, Banco Siméon och Banco Caixa Geral i Spanien, Mercantile Lisbon Bank Holdings i Sydafrika, Banco Comercial de Investimento i Moçambique, Banco Interatlântico och Banco Comercial do Atlântico i Kap Verde samt Crown Bank i USA.